# Iatan
Iatan és una població dels Estats Units a l'estat de Missouri. Segons el cens del 2000 tenia 54 habitants.

## Demografia
Segons el cens del 2000, Iatan tenia 54 habitants, 22 habitatges, i 13 famílies. La densitat de població era de 521,2 habitants per km².
Dels 22 habitatges en un 31,8% hi vivien nens de menys de 18 anys, en un 40,9% hi vivien parelles casades, en un 13,6% dones solteres, i en un 40,9% no eren unitats familiars. En el 31,8% dels habitatges hi vivien persones soles el 4,5% de les quals corresponia a persones de 65 anys o més que vivien soles. El nombre mitjà de persones vivint en cada habitatge era de 2,45 i el nombre mitjà de persones que vivien en cada família era de 3,31.
Per edats la població es repartia de la següent manera: un 24,1% tenia menys de 18 anys, un 7,4% entre 18 i 24, un 27,8% entre 25 i 44, un 31,5% de 45 a 60 i un 9,3% 65 anys o més.
L'edat mediana era de 40 anys. Per cada 100 dones de 18 o més anys hi havia 105 homes.
La renda mediana per habitatge era de 35.625 $ i la renda mediana per família de 36.250 $. Els homes tenien una renda mediana de 22.188 $ mentre que les dones 10.625 $. La renda per capita de la població era de 8.895 $. Entorn del 25% de les famílies i el 16,4% de la població estaven per davall del llindar de pobresa.

## Poblacions més properes
El següent diagrama mostra les poblacions més properes.